# Alois Czech
Alois Czech (né en 1790 à Sloup v Čechách et mort à Landser en 1868), est un religieux rédemptoriste, l’un des pionniers du développement de la musique classique en Suisse.

## Biographie
Czech est fils d’un instituteur de Bürgenstein, petit village au nord de la Bohême, aujourd’hui Sloup v Čechách en République tchèque. En 1804, il s'installe avec son père à Varsovie, alors sous domination prussienne, et c’est dans une communauté de Rédemptoristes qu’il complète ses études religieuses et musicales. À la suite de troubles politiques, cette communauté trouve refuge à Fribourg, où Czech est ordonné prêtre en 1812. Très dynamique, il assume entre 1820 et 1845 le rectorat de deux filiales rédemptoristes du canton et, à deux reprises, la direction du couvent de Fribourg. En mai 1845, il devient pour trois ans le provincial des Rédemptoristes de Suisse. Exilé en Alsace après la guerre du Sonderbund et l’expulsion des religieux du canton de Fribourg, Alois Czech meurt à Landser près de Mulhouse en 1868.
A Fribourg, il dirige la Société de musique fondée en 1815 et instaure un système de concerts par abonnements. Il programme les classiques de l’époque : Haydn, Beethoven, Hummel ou Mozart, mais aussi les œuvres du Bohémien Jirovec. Czech organise aussi la fête de Sainte Cécile, patronne de la musique, célébrée chaque année par une grande messe avec orchestre à la collégiale Saint-Nicolas de Fribourg.
Czech est en outre la cheville ouvrière de la grande fête organisée en 1816 sur les bords de la Sarine par la Société helvétique de musique, occasion de « concerts helvétiques » grandioses, avec banquets et festivités qui permettent à la population de communier dans un même idéal artistique et patriotique. Y sont invités des compositeurs célèbres, tels que Ludwig Spohr à Fribourg, Félix Mendelssohn à Lausanne ou Richard Wagner à Sion. Fribourg organise à deux reprises de tels rassemblements, en 1816 et 1843. En août 1816, plus de 230 exécutants jouent La Création de Haydn. Czech ne dirige pas ce concert mais son rôle prépondérant dans l'organisation de l'événement lui vaut d’être nommé en 1819 sous-chantre de la cathédrale Saint-Nicolas, où il est responsable de la formation des chanteurs et de l'orchestre pour donner, selon le cahier des charges de sa fonction, « plus de pompe, de majesté et de solennité au service divin ».